# Joan Grivé i Grau
Joan Grivé i Grau (Llinars del Vallès, 25 de novembre de 1995), conegut també com a Sir Joan, és un ambientòleg, influenciador, col·laborador i presentador de programes radiotelevisius, pioner a crear contingut en català a les xarxes socials.
Des del 2016 penja vídeos a YouTube i des del 2018 col·labora en programes de ràdio, com Adolescents iCat i Adolescents XL, a les emissores iCat i Catalunya Ràdio, amb altres cares conegudes, com Juliana Canet, Long Li Xue i Roger Carandell.
L'any 2019 va graduar-se en Ciències Ambientals per la Universitat de Barcelona.